# لشکر ششم پیاده‌نظام (لهستان)
لشکر ششم پیاده‌نظام لهستان (لهستانی: 6. Dywizja Piechoty) جزئی از سازمان رزم نیروی زمینی لهستان بود که در جنگ‌های لهستان و اوکراین، لهستان و شوروی و تهاجم آلمان به لهستان شرکت داشت. این لشکر در ۹ مه ۱۹۱۹ میلادی تشکیل داشت و واحدهای آن در جنگ با لهستان و سپس جنگ با شوروی شرکت داشتند. در جنگ با شوروی سربازان لشکر ششم پیاده‌نظام توانستند جلوی پیشروی نیروهای شوروی به فرماندهی سیمیون بودیونی را بگیرند که پس از جنگ بسیاری از ایشان مدال افتخار دریافت نمودند. پس از پایان درگیری‌ها در ۱۹۲۱ این لشکر به سرفرماندهی خود در کراکوف بازگشت و هنگ‌هایی از آن در نواحی اطراف مانند تارنوف مستقر گشتند.

## سال‌های اولیه تشکیل
لشکر ششم پیاده‌نظام در مه ۱۹۱۹ از سربازان پیشین امپراتوری اتریش مجارستان که بیشترشان لهستانی بودند ایجاد شد و در ابتدا شامل دو تیپ پیاده‌نظام و یک تیپ توپخانه بود.
طی سال‌های ۱۹۲۰–۱۹۱۹ این لشکر در گالسیای شرقی درگیر جنگ با لهستان و پس از آن با شوروی بود. به واسطه نقش مهم لشکر ششم و فداکاری سربازانش در نبردها متعدد با دشمنان کشور تازه تأسیس لهستان ۵۴ سرباز به دریافت مدال فضیلت نظامی و ۶۳۳ نفر به دریافت صلیب دلاوری مفتخر گشتند.
پس از پایان جنگ در سال ۱۹۲۱ این لشکر به پادگان خود بازگشت و عمده سربازان آن مرخص گشتند، یک هنگ نیز که در ژشوف مستقر بود از این لشکر منفصل و به لشکر بیست و چهارم پیاده‌نظام لهستان پیوست. در طول سال‌های بعد مرکز فرماندهی لشکر ششم در کراکوف مستقر گشت که عمده نیروها در همان‌جا بودند اما یک هنگ در تارنوف و هنگی دیگر در وادوویتسه پادگان داشتند.

## تهاجم آلمان به لهستان
مطابق برنامه دفاعی لهستان در برابر تهاجم آلمان لشکر ششم پیاده‌نظام تحت فرماندهی برنارد موند به عنوان جزئی از واحد عملیاتی بیلسکو زیر نطر سپاه کراکوف قرار داشت. نیروهای این لشکر در شهر پشچنا نزدیک سیلزی علیا موضع گرفتند و در همان روز اول جنگ واحدهایی از لشکر ششم با لشکر پنجم زرهی آلمان درگیر شدند.
در صبح روز ۲ سپتامبر درگیری با نیروهای آلمانی شدت و گرفت و تعدادی از تانک‌های آلمانی توانستند ضمن عبور از خطوط دفاعی این لشکر خود را به توپخانه رسانده و قسمت اعظم آن را نابود کنند. در شرایطی که تنها ۱۷ توپ سبک و ۲ توپ سنگین برای نیروهای این لشکر باقی مانده بود دو گردان از نیروها طی یک عملیات انتحاری با تانک‌های آلمانی درگیر شدند و توانستند علی‌رغم تلفات بسیار سنگین آن‌ها را تا تاریخ ۴ سپتامبر متوقف کنند. در این روز نیروهای لشکر ششم به همراه باقی‌مانده گروه عملیاتی به سمت رود دونایت عقب نشستند.
در شرایط متشنج روزهای ۷و ۸ سپتامبر که لشکر بیست و یکم کوهستان لهستان در مجاورت لشکر ششم از بین رفت تنها یک هنگ توانست از رود بگذرد و باقی لشکر مجبور شدند برای یافتن پلی دیگر به سمت بالای رودخانه حرکت نمایند و پس از گذشتن از رود خود را به خط دفاعی جدید در حوالی رود سن برسانند. در نهایت لشکر ششم در نبرد توماشوف لوبلسکی طی روز ۲۰ سپتامبر توسط نیروهای آلمانی محاصره گشت و تسلیم شد. در آن زمان برای این لشکر تنها ۳۰۰۰ سرباز بدون هیچگونه توپخانه یا مسلسل سنگین باقی مانده بود.
نیروهای ذخیره این لشکر که در کراکوف قرار داشتند در اواسط سپتامبر به سمت سرپل رومانی گسیل شدند تا زیر نظر سپاه کارپاتی فعالیت کنند که پس از تهاجم نظامی شوروی به لهستان به رومانی عقب نشستند.

## لشکر ششم پیاده‌نظام ارتش خلق لهستان
لشکر ششم پیاده‌نظام پومرانی به عنوان قسمتی از ارتش خلق لهستان ابتدا در ۵ ژوئیه ۱۹۴۴ در اوکراین تشکیل شد و در تابستان ۱۹۴۴ به عنوان جزئی از سپاه اول لهستان وارد لهستان گشت. در ۱۷ ژانویه ۱۹۴۵ این لشکر از رود ویستولا عبور کرده و وارد ورشو شد. در فوریه این لشکر در درگیری‌های دیوار پومرانی و پس از آن در نبرد کولبرگ حضور داشت. در ۱۶ آوریل نیروهای این لشکر از رود اودر گذشته و پس از آن در۳ مه ۱۹۴۵ اولین واحدهای لهستانی بودند که در کنار رود البه با نیروهای سپاه نهم ایالات متحده روبرو گشتند.